# 박재완 (축구 선수)
박재완(1987년 3월 26일 ~ 2016년 12월 26일)은 대한민국의 전 축구 선수이다. 2016년 12월 26일 교통사고로 사망하였다.

## 선수 생활
경기대학교를 졸업하고 프로팀 입단에 실패하며 2010년 창원시청 축구단에 입단하며 축구 선수로 데뷔하였으며, 당시 감독이였던 박말봉은 박재완을 중앙 수비의 백업 요원부터 차근 차근 키워나갈 생각이었다고 한다. 하지만 데뷔 첫해에 붙박이 주전 수비수인 김성용이 무릎 부상으로 경기에 나서지 못하는 동안 이를 박재완이 대체하면서 2010년 첫 시즌에 19경기에 나서며 가능성을 보여줬다. 2011년 시즌 들어 부상으로잉해 7월까지 이렇다 할 활약을 하지 못했지만 부상을 털어낸 뒤에는 재도약했으며, 특히 2011년 9월 23일 펼쳐진 수원시청과의 홈 경기에서는 수비수임에도 두 골이나 기록하며 맹활약하기도 했다. 매년 20경기 이상 뛸 정도로 박재완은 창원시청 수비진에서는 없어선 안 될 선수로 자리매김 하기 시작했고, 특히나 2015년은 박재완의 해였다. 한 팀에서 내셔널리그 통산 100경기 출장이라는 금자탑을 세우기도 했고 시즌이 끝난 뒤에는 내셔널리그 베스트11에 이름을 올리기도 했으며, 2015년에는 팀의 리그 준우승을 이끌기도 하였다. 7년 동안 창원시청에서만 143경기에 출장한 사실상 팀의 레전드였던 박재완은 군문제를 해결하기 위해 2017시즌부터 K3리그 경주 시민축구단에서 잠시 뛸 예정이였다. 하지만 숙소에 남아있는 마지막 짐을 정리하기 위해 창원으로 가던 중 고속도로에서 트럭과 충돌하여 2016년 12월 26일 끝내 사망하였다. 2017시즌 리그 개막전에서 창원시청 구단으로부터 공로패를 수여받았다.